# Thomas Frickel

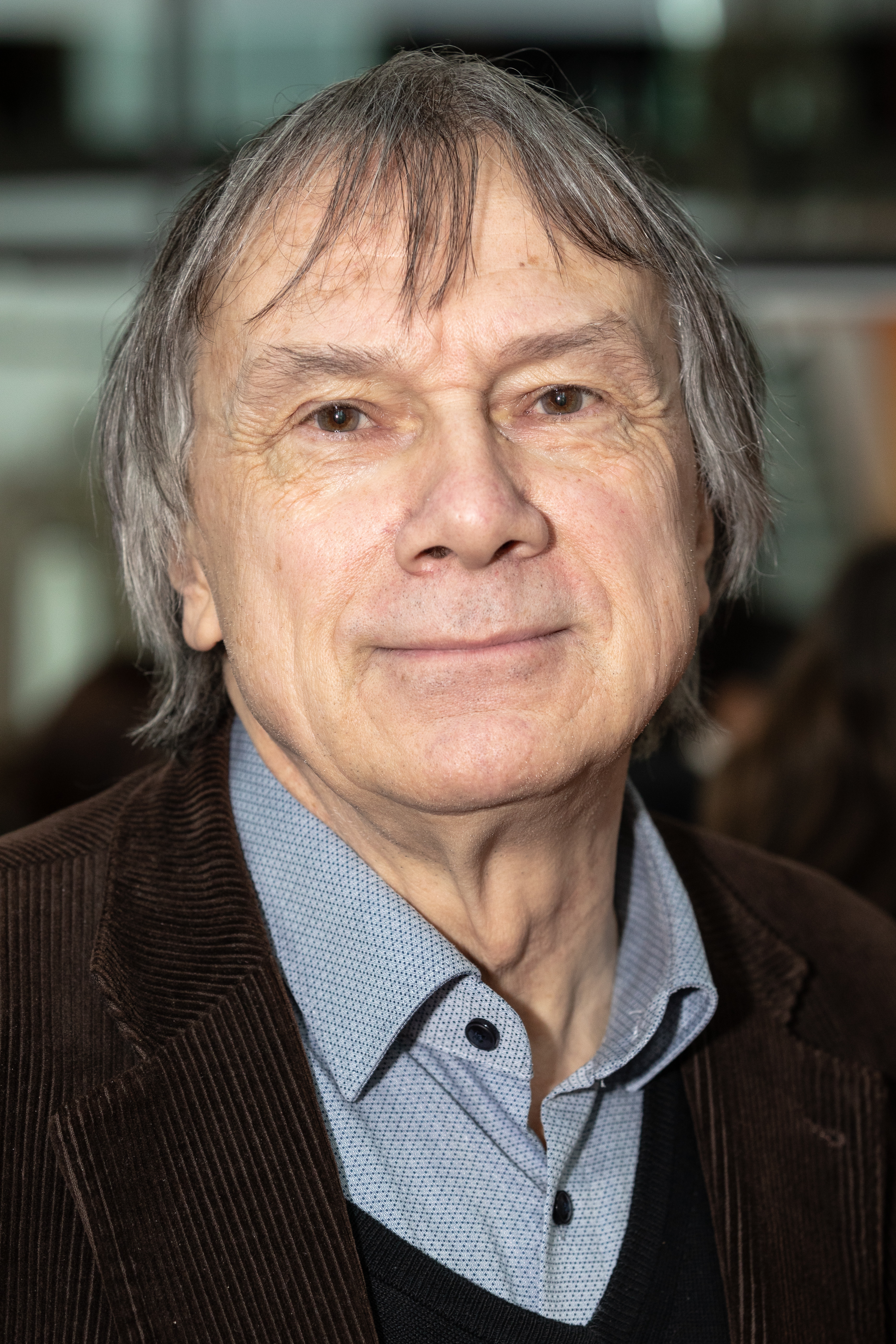
Thomas Frickel, 2020

Thomas Frickel (* 1954 in Mainz) ist ein deutscher Regisseur und Filmproduzent.

## Leben
Frickel studierte Germanistik, Publizistik und Soziologie. Er war mehrere Jahre freiberuflicher Journalist mit den Arbeitsschwerpunkten Kulturberichterstattung / historische Reportage. Er widmet sich seit 1968 der Filmarbeit als Autor, Regisseur und Produzent zahlreicher kurzer und programmfüllender Dokumentarfilme, darunter „Keine Startbahn West – Eine Region wehrt sich“ (Co-Regie, 1982), Der Störenfried – Ermittlungen zu Oskar Brüsewitz (nominiert zum Deutschen Filmpreis 1993), Deckname Dennis (1996/1997), Die Mondverschwörung (2011) sowie „Wunder der Wirklichkeit“ (Hessischer Filmpreis 2017).
Als Vorsitzender und Geschäftsführer der Arbeitsgemeinschaft Dokumentarfilm (des mitgliederstärksten Verbandes für den unabhängigen Film in Deutschland) war Thomas Frickel von 1986 bis 2020 in verschiedenen film- und kulturpolitischen Funktionen tätig – zum Beispiel im Verwaltungsrat und Präsidium der Filmförderungsanstalt FFA, im Verwaltungsrat der VG Bild-Kunst, als Delegierter der Wahrnehmungsberechtigten in der VG Wort (in der Berufsgruppe 2: Journalisten, Autoren und Übersetzer von Sachliteratur) im Beirat der VFF und der Künstlersozialkasse (KSK) etc. Mehrere Jahre lang war er Sprecher der Sektion Film/Medien des „Deutschen Kulturrates“. Er ist außerdem Mitbegründer und war bis 1999 Vorstandsmitglied des Europäischen Dokumentarfilm-Netzwerks EDN.
Thomas Frickel lebt in Frankfurt am Main.

## Filmografie
- 1974: Film Nr. 3[2] (Experimenteller Kurzfilm, Preis der Filmothek der Jugend, Oberhausen; Preis des „Internationalen Jugendfilmtests“ der Filmwoche Mannheim: „Außergewöhnlichster Film“.)
- 1979: Meint ihr, damit läßt sich der Fortschritt aufhalten[3]
- 1980: Bürger im Widerstand[4]
- 1981: Hessischer Herbst[5]
- 1982: Keine Startbahn West – Eine Region wehrt sich[6]
- 1985: Saitenwind – Ein Traum vom Leben[7] (Kurzfilm, 1985; Prädikat „besonders wertvoll“).
- 1989: Schlachtenbummel[8]
- 1991: Der Kinomann[9] (Kurzfilm, nominiert für Dt. Kurzfilmpreis)
- 1991: Das Tor der Sieger[10] (Geburtstagsrevue für das Brandenburger Tor; NDR 1991)
- 1992: Der Störenfried[11]
- 1994: Diktatoren in Gundelfingen[12]
- 1996: Heilt Hitler[13] (Kurzfilm, 1996; Prädikat „besonders wertvoll“)
- 1997: Deckname Dennis (ausgezeichnet mit der „Lüdia“)
- 2002: Goethe Light[14] (Kino-Dokumentarfilm, 2002; Prädikat „besonders wertvoll“)
- 2010: Die Mondverschwörung[15] (Kino-Dokumentarfilm, Prädikat „wertvoll“)
- 2017: Wunder der Wirklichkeit[16][17] (Kino-Dokumentarfilm, Prädikat „besonders wertvoll“ – Hessischer Filmpreis 2017)

## Auszeichnungen

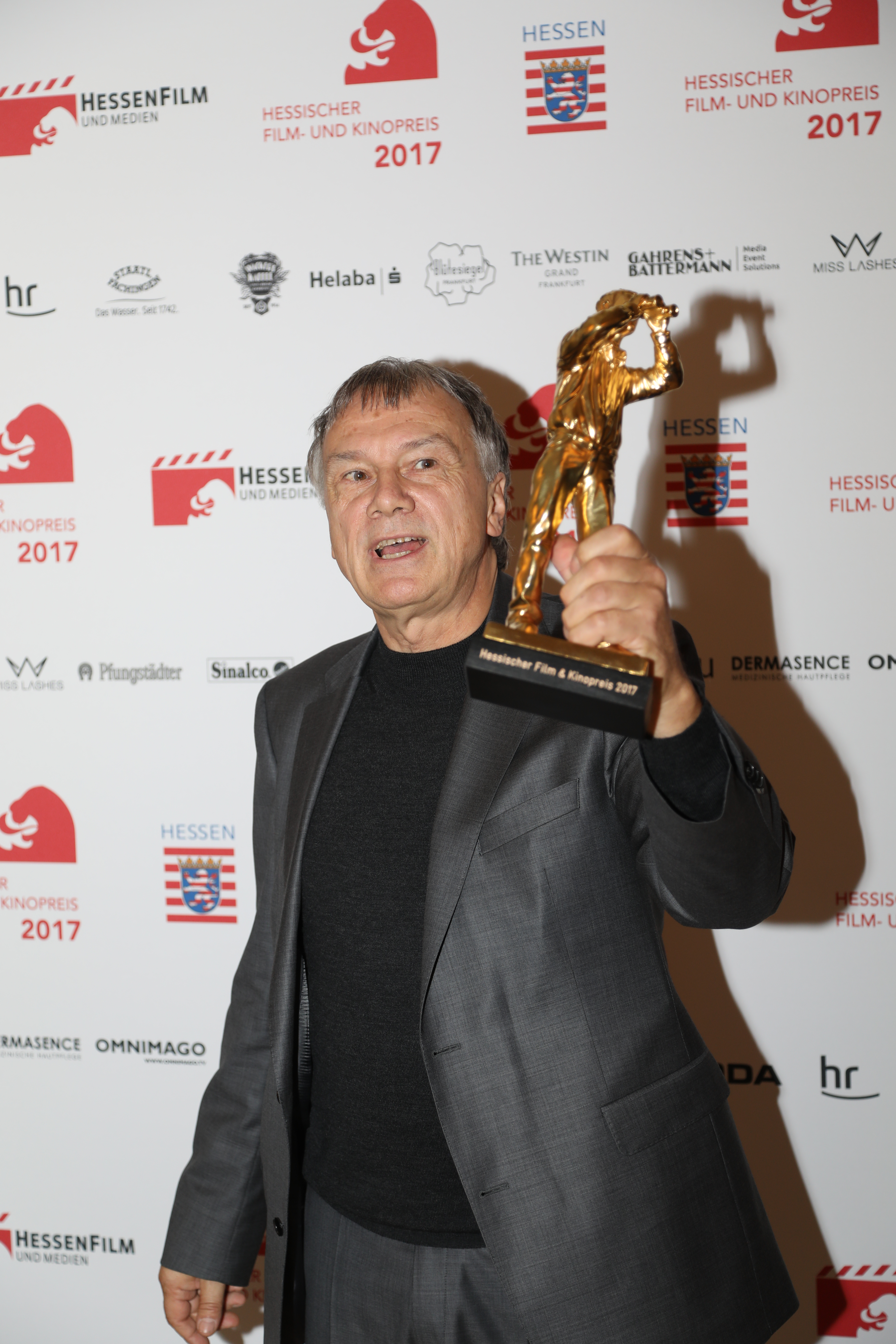
Frickel mit dem hessischen Film- und Kinopreis 2017

- 1974 Preis der Filmothek der Jugend, Oberhausen; Preis des „Internationalen Jugendfilmtests“ der Filmwoche Mannheim: „Außergewöhnlichster Film“ für Film Nr. 3
- 1991 Nominierung für den Deutschen Kurzfilmpreis für Der Kinomann
- 2017 Hessischer Film- und Kinopreis in der Kategorie Dokumentarfilm für Wunder der Wirklichkeit